# Ignacio Burk
Ignacio Burk (Núremberg, Alemania, 24 de enero de 1905-Caracas, Venezuela, 2 de julio de 1984) fue misionero alemán y sacerdote. Durante la década los 50, abandona el sacerdocio y contrajo matrimonio con Elionor Geissler. De igual forma, trabajó como profesor universitario y obtuvo grandes méritos como filósofo, psicólogo, educador y escritor.

## Biografía

### Vida
Su nombre completo era Martín Ignacio Burk Wagner, hijo de Jean Burk y Bárbara Wagner. Cursó los primeros estudios en el Gimnasium de su ciudad natal, ingresando luego, en 1924, a la Congregación de los Salesianos en donde permaneció como novicio durante un año. Después de una corta permanencia, como estudiante en Austria, viajó a Venezuela como integrante de las misiones enviadas a América, debido a que fue declarado jubilar en el año 1925 por el papa Pío XI .
De inmediato inició su trabajo como docente sirviendo en el colegio San Francisco de Sales de Caracas y en el colegio Don Bosco de Valencia. En 1932 se le envió al territorio federal Amazonas para que estableciera una misión. Después de 2 años de permanencia entre los indios piaroas, haciendo de educador, médico y director de escuela, se vio obligado a regresar a Caracas al contraer el paludismo. Restablecida su salud, se trasladó a Los Teques, donde colaboró en la fundación del Liceo San José.
Luego de una breve permanencia en Valencia, pasó a Valera donde vivió entre 1938 y 1953 y se dedicó a la enseñanza, exceptuando los 3 años (1946 -1949), en los cuales se radicó en Caracas para seguir sus estudios en el Instituto Pedagógico Nacional. Ahí obtuvo el título de profesor en las especialidades de biología, química, filosofía y psicología.
En 1950 adoptó la nacionalidad venezolana y, de regreso a Valera, prosiguió las tareas de enseñanza en el Colegio de los Salesianos y en el Colegio Federal. Asimismo, fundó el laboratorio del hospital y contribuyó a crear el ateneo de dicha ciudad. Allí abandonó el sacerdocio y contrajo matrimonio con Elionor Geissler. En 1953 se trasladó a Maturín donde ejerció la docencia en el liceo Miguel José Sanz, dirigió un programa radial de carácter científico y dio inicio a la publicación de sus trabajos de investigación.
En 1960 regresó definitivamente a Caracas desempeñándose como profesor del Instituto Pedagógico, en las cátedras de Psicología, Teorías Psicológicas y Antropología Filosófica, siendo además jefe del Departamento de Pedagogía de dicha institución. Como investigador y divulgador del conocimiento, escribió numerosos trabajos que abordan temas propios de la psicología, la filosofía, la física, la química, etc. En 1973 publicó en El Nacional su columna «Reloj de Arena», en la que se ocupó de diversas materias.

### Obras
Algunas de sus obras fueron:
- Junto con Manuel Bemporad y Edoardo Crema:  Galileo Galilei, 1564-1964 , 1964
- En general Psicología. Estudiantes del párrafo 2a ciclo de educación secundaria e inst. : de formación docente , 1961; (2º, rev.) 1964
- Breve historia de la psicología. Orígenes de una Wundt  de 1966 de los
- Las Escuelas Psicológicas Actuales , 1966
- Copérnico, 1473-1973. estator del motor terrae solis caelique , 1973
- Thomas Aquinas , 1978
- Muro de dudas. Estudios, Monografías Ensayos y , T. 1 y 2, 1985